# Modulární svaz
Modulární svazy jsou typy svazů, které nemusejí být distributivní, ale splňují obecnější podmínku tzv. modularity.

## Definice
Svaz (A,∧,∨) se nazývá modulární, platí-li
1. {\displaystyle \forall a,b,c\in A,a\geq c:a\wedge (b\vee c)=(a\wedge b)\vee c}.
2. {\displaystyle \forall a,b,c\in A,a\leq c:a\vee (b\wedge c)=(a\vee b)\wedge c}.
Podmínky 1 a 2 jsou navzájem duální, tzn. platí-li jedna pak platí i druhá.

## Vlastnosti
Každý podsvaz modulárního svazu je modulární.
Každý distributivní svaz je modulární.
Svaz A je modulární právě tehdy, když žádný jeho podsvaz není izomorfní se svazem N5 (tzv. pentagon).

## Příklady
Svaz všech podprostorů libovolného vektorového prostoru je modulární.
Svaz všech normálních podgrup grupy G je modulární.